# Schef-bedet
Schef-bedet (auch Monat des Min) bezeichnete im ägyptischen Kalender den ersten Monat nach der Aussaat und meint das Hervorkommen/Schwellen des Emmers. Von der prädynastischen Zeit bis zum Ende des Mittleren Reiches repräsentierte Schef-bedet als ursprünglich sechster Monat des Sothis-Mondkalenders die Zeitspanne von Anfang November bis Anfang Dezember.
Alan Gardiner wie auch Richard Anthony Parker vermuten, dass Schef-bedet im Laufe der Kalendergeschichte die Jahresform wechselte, weshalb sich Schef-bedet spätestens ab dem Neuen Reich auf den fünften Monat verschob.
Im Ebers-Kalender um 1517 v. Chr. lag Schef-bedet auf dem vierten Achet-Monat und datierte vom 16. November bis 15. Dezember (Elephantine) beziehungsweise vom 21. November bis 20. Dezember (Memphis).
Der Name des zweiten Peret-Monats änderte sich später in Mechir.